# Hudson Custom Eight

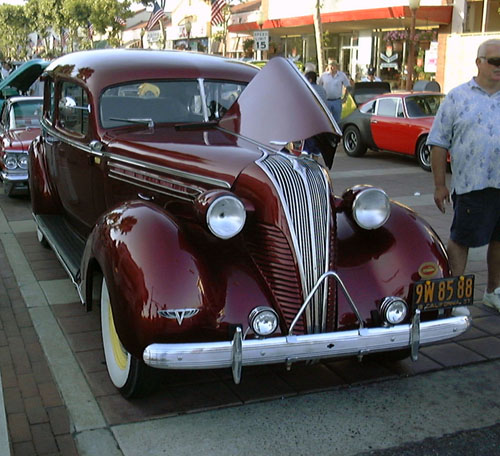
Hudson Custom Eight (1937)

Der Hudson Custom Eight bezeichnet eine Serie von Achtzylinder-Automobilen, die die Hudson Motor Car Co. in Detroit von 1935 bis 1938 fertigte. Er war die luxuriösere Ausführung des Modells DeLuxe Eight.
Das Modell HHU hatte einen Radstand von 3175 mm und übernahm ansonsten die Daten des Vorjahresmodells DeLuxe Eight: Angetrieben wurde er von einem Achtzylinder-Reihenmotor mit seitlich stehenden Ventilen, 4169 cm³ Hubraum (Bohrung × Hub = 76,2 mm × 114,3 mm) und einer Leistung von 113 bhp (83 kW) bei 3800/min. Optional war auch eine Ausführung mit 124 bhp (91 kW) bei 4000/min. verfügbar. Über eine Einscheiben-Ölbadkupplung wurde die Motorkraft an ein Dreiganggetriebe (mit Mittelschaltung) und dann an die starre Hinterachse weitergeleitet. Die hydraulischen Trommelbremsen wirkten auf alle vier Räder. Anfahrhilfe und halbautomatisches Vorwahlgetriebe waren als Sonderausstattung verfügbar.
Es gab nur 4-türige Aufbauten, zwei Limousinen und zwei Brougham-Modelle.
1936 gab es zwei Fahrgestelle mit unterschiedlichen Radständen: 3048 mm für das Modell 65 und 3226 mm für das Modell 67. Das Modell 65 war meist mit 2-türigen Aufbauten zu bekommen; es gab aber auch eine 4-türige Limousine. Der „67“ war nur als 4-türige Limousine verfügbar.
1937 wuchsen die Radstände um 2" auf 3099 mm (Modell 75) und 3277 mm (Modell 77). Neu waren in diesem Jahr die vorne angeschlagenen Türen und der schmale, bis in die Motorhaube hineingezogene Kühlergrill. Der Motor leistete bei unverändertem Hubraum nun 122 bhp (90 kW) bei 4200/min.
1938 entfiel das Fahrgestell mit dem langen Radstand. Das Modell 85 hatte nun einen Kühlergrill mit verchromter Mittelrippe und horizontalen Stäben zu beiden Seiten. Im Folgejahr wurde der DeLuxe Eight zu Gunsten des besser ausgestatteten Hudson Country Club Eight eingestellt.